# 変額保険
変額保険（へんがくほけん）とは生命保険のうち、外国為替取引や投資信託の仕組みを取り入れ、死亡保険金額や解約返戻金、満期保険金の額が運用に応じて変動する投資型の生命保険商品をいう。

## 概要
一般的な生命保険(定額保険)は契約時の保険金額が契約期間中変動しないため、経済成長期や物価上昇などのインフレーションが起きるとその保険金額は実質的に目減りする現象が生じる。この定額保険の弱点を補完する目的で変額保険は開発された。アセット(ファンド、投資信託)を設け、その運用結果によって保険金額が変動する仕組みの保険商品。死亡保険金額については最低保証が定められている。
日本では1970年代にアリコジャパンなど外資系生命保険会社によって取扱が開始された。バブル期までは保険会社が運用を一任して行っていたが、バブル崩壊後2000年代以降の商品は後述するトラブルの反省を活かし投資信託や確定拠出年金と同じように投資先のファンド（特別運用勘定）を契約者が自らが組み合わせて選択出来るものが主流になっている。自己責任の原則に基づいたリスク性の高い商品といえる。
金融ビッグバンの一環で銀行等金融機関が募集代理店として個人年金保険や一時払終身保険を直接販売すること（窓販）が2002年10月と2005年12月の2段階に分けて解禁され、投資信託よりも販売手数料収入（コミッション）が高いことから積極的に販売した。この特需にあわせて運用成果が不調でも中途解約しない（満期まで持ち続ける）場合は元本を保証する保険商品が相次いで登場し、いざなみ景気の進展とともに販売額が急増した。
2008年の世界金融危機（リーマンショック）による株安・円高により運用資産の元本割れが続出したことで、ハートフォード生命保険など外資系の撤退やハイリスク型商品の募集停止などが相次いだ。

## 種類

### 変額年金保険
個人年金保険の変額保険版であり、保険料を一定期間（10～40年）納め、契約期間中ならばいつ死亡した場合でも死亡保険金が支払われる。10～30年の定められた期間の間運用を行い、年金支払開始年齢に達すると年金として分割して支払われる。2002年10月に銀行窓販が解禁されたため販売額が急増した。投資型年金保険、変額個人年金と呼ばれることもある。
銀行窓販では一時払の商品が多く、平準払(月払・積立型)の商品も会社によって取り扱いがある。

通貨指定型と呼ばれる海外通貨(米ドル、ユーロ、豪ドル、NZドルなど)で運用するタイプも存在する。

主な取扱保険会社：アクサ生命、アリコ（メットライフ生命が継承）、クレディ・アグリコル生命保険、ソニーライフ・エイゴン生命保険、ハートフォード生命保険（オリックス生命が継承）、マニュライフ生命保険、第一フロンティア生命（第一生命のグループ会社）、三井住友海上プライマリー生命保険（MS&ADインシャランスグループホールディングス(三井住友あいおい同和損保)グループ）、明治安田生命保険

### 変額保険(有期型)
定額保険の「養老保険」に該当するタイプの商品で、10～30年の定められた期間の間運用を行い、満期時になると運用残高が一括で支払われる。
主な取扱保険会社：アクサ生命、ソニー生命保険、プルデンシャル生命保険、東京海上日動あんしん生命保険、マニュライフ生命保険

### 変額保険(終身型)
定額保険の「終身保険」に該当するタイプの商品で、契約後に保険料を終身ないしは一定期間（10～40年）納め、契約期間中ならばいつ死亡した場合でも死亡保険金が支払われる。終身保険のため、生存中に資金を取り崩す場合は解約・減額することになる。
主な取扱保険会社：ソニー生命保険、プルデンシャル生命保険、東京海上日動あんしん生命保険、マニュライフ生命保険

## 変額保険を巡るトラブル
変額保険は日本においてはバブル景気時代の1989年～1991年にかけて、銀行が明治生命保険や大同生命保険などの「変額保険」を個人資産家に紹介し大々的に販売した。この時は地価の高騰で相続税対策が問題となっており、その対策としてというキャッチコピーであった。
大きな運用益を狙うためには保険料を高額に設定することになり、高額の保険料を一時払いするために銀行が土地などを担保に一時払保険料を融資し、保険の運用益で返済を行わせるという仕組みをとった。返済途中で被保険者が死亡した場合、死亡保険金で負債を完済でき、相続税の非課税控除枠が使えることから、死亡時の相続税対策になるとした。
しかし、バブル崩壊後の運用環境の悪化で運用成績が極端に落ち込み、多くの保険契約で解約返戻金が元本割れの状態に陥った。結果として銀行借入の返済が困難になり、担保の土地・建物を競売にかけられて失う例も出た。不動産価格の下落のあおりを受けて担保を差し出しても借入金を賄えずなお返済を迫られる例もあった。そして最低保証のある死亡保険金で負債返済に充てるために被保険者が自殺する例も出て社会問題となった。
契約時、銀行と保険会社が商品のリスクに関する説明を契約者に対して行うのを怠ったとして、全国で訴訟が起された。その多くでは、契約者側の過失もあるとしながらも、販売者側の過失を認め損害賠償を支払う事が命じられた。
このため大手生保では変額保険の取り扱いを撤退し、外資系生保が勢力を伸ばす余地を与えたが、三井住友海上プライマリー生命保険や第一フロンティア生命など投資型保険に特化した国内保険会社も設立されている。

## 責任準備金問題
2005年4月、それまで保険会社個々の判断に任されていた変額保険及び変額年金の責任準備金に関して、保険会社の保険支払能力を高めるため、一定の金額を積み立てる事が金融庁の方針で定められた。
バブル崩壊後に運用環境の悪化から販売が低迷していた変額保険であったが、2000年代に入って定額保険より契約時の予定利率が高くなる（定額保険が1.5～2%に対し、変額保険は4.5%程度あった）ことから、定額終身保険の代わりとして保険料が安い終身型変額保険の契約高は増加傾向にあった（予定利率は貯蓄型保険の死亡保険金を計算する際の指標の一つとなるため、高まるほど保険料は下がる）。
しかし、変額保険はもともと定額保険より保険会社が受け取る利益が少なく、更には被保険者が死亡した時の運用資産が最低保証を下回った場合は、保険会社が制度に基づいて死亡保険金との差額を支払う必要があった。
このため、責任準備金積み立て制度により更に保険会社側のリスクが高まると考えられたことから、いくつかの会社で変額保険の新規募集を停止し、継続する所でも概ね予定利率を引き下げ（4.5%から3.5%程度、その後3%へ）た。